# Alvarito Ruiz
Álvaro Ruiz Ruiz (Tanos, Cantabria, 22 de enero de 1952), conocido como Alvarito, es un exfutbolista español que jugaba como delantero.

## Clubes
| Club                            | País   | Año       |
| ------------------------------- | ------ | --------- |
| R. S. Gimnástica de Torrelavega | España | 1969-1971 |
| Elche C. F.                     | España | 1971-1973 |
| C. D. Eldense                   | España | 1973-1974 |
| Elche C. F.                     | España | 1974-1975 |
| Rayo Vallecano                  | España | 1975-1980 |
| A. D. Almería                   | España | 1980-1981 |